# Судебная система Ирана
Судебная власть Ирана — одна из трех ветвей власти в Исламской Республике Иран.

## История
После победы Исламской революции перевод прежней судебной системы на новую осуществился в три этапа: первый период, или период перевода формирования и укрепления исламской судебной системы, второй период — период принятия новой конституции в 1979 году, и третий период — период внесения поправок и пересмотра судебной системы. Судебная власть, согласно пункту 156 конституции, — это независимая власть, защищающая индивидуальные и социальные права и ответственная за осуществление правосудия и следующие обязанности: 1. Рассмотрение и вынесение приговора относительно жалоб на притеснение и насилие, разрешение тяжб и споров, принятие решения и реализация необходимых мер в установленной законом части. 2. Восстановление общественных прав и распространение справедливости и законных свобод. 3. Контроль за правильностью соблюдения законов. 4. Раскрытие преступлений, привлечение к судебной ответственности, наказание преступников и осуществление определённых исламом мер наказаний, включая кодифицированные положения по уголовным преступлениям. 5. Осуществление соответствующих мер для предотвращения совершения преступления и исправления преступника.
Согласно пункту 157 конституции, с целью выполнения обязанностей судебной власти во всех судебных, административных и исполнительных сферах, верховный лидер назначает одного беспристрастного, мудрого, знакомого с судебным делопроизводством и управлением муджтахида в качестве главы судебной власти сроком на пять лет, пост которого является высшим для этой ветви власти, и который, на основании пункта 158 конституции, имеет следующие обязанности: 1. Создание необходимых структур в области правосудия в соответствии с обязанностями, изложенными в пункте 156. 2. Подготовка судебных законопроектов, соответствующих системе исламской республики. 3. Прием на работу беспристрастных и достойных судей, отстранение и назначение их на должность, смена места исполнения их обязанностей, создание рабочих мест, повышение судей по карьерной лестнице и выполнение других подобных административных задач, согласно закону.
Согласно пункту 160 конституции, министр юстиции выбирается из кандидатур, предлагаемых президенту главой судебной власти, и несет ответственность за все вопросы, касающиеся отношений судебной власти с исполнительной и законодательной властями. Глава судебной власти может предоставить министру юстиции полные финансовые и административные полномочия, а также полномочия по приему на работу других сотрудников, кроме судей. Таким образом, министр юстиции обладает теми же полномочиями и обязанностями, которые предусматриваются в законах для министров как высших чиновников исполнительной власти.
В основу критериев развития судебной системы положено стремление к широкому участию в ней людей. Участие людей в качестве посредников в Советах по разрешению разногласий, сокращение количества судебных структур и числа преступлений играет важную роль в уменьшении количества судебных дел. Другие обязанности данной ветви власти — развитие прокуратуры и придание значения роли подготовительного этапа в гражданском процессе.

## Главы судебной власти
Главы судебной власти, начиная с образования Исламской Республики Иран: Сейид Мохаммад Бехешти, Сейид Абдулкарим Мусави Ардебили, Мохаммад Йезди, Сейид Махмуд Хашеми-Шахруди, Садег Амоли Лариджани.
В настоящее время за руководство данной ветвью власти несет ответственность Голям Хоссейн Мохсени-Эджеи.